# Zatilnica
Zatilnica (latinsko os occipitale) je neparna lobanjska kost, ki po obliki nekoliko spominja na vretenca. V sredini je velika zatilnična odprtina (foramen magnum), ki povezuje lobanjsko votlino s hrbteničnim kanalom. S svojo lusko (squama occipitalis) sega zatilnica v lobanjski svod, s telesom in dvema stranskima deloma – bazilarni (pars basilaris) in lateralni del (pars lateralis) — pa sestavlja lobanjsko bazo. 
Zatilnična luska gradi zadnji del lobanjskega svoda (kalvarije). Na sredini zunanje strani je izboklina (protuberantia occipitalis externa), od katere poteka vstran in navzdol črta (linea nuchae superior), ki je narastišče za vratne mišice. Na notranji strani, ki je konkavna, je izboklina v obliki križa (eminentia cruciformis). Središče tega križa je notranja zatilnična odprtina (protuberantia occipitalis interna). Med kraki križa so štiri vdolbine, v spodnjih dveh ležijo mali možgani, v zgornjih dveh pa zatilna režnja velikih možganov. Zatilnična luska se z obema temenicama in lusko senčnice stika s šivom (sutura lambdoidea). 
Bazilarni del je sprednji, neparni del kosti. Na notranji strani ima široko pobočje (clivus), ki se navzpred nadaljuje v zagozdnico, zadaj pa sega do velike zatilnične odprtine. Na klivusu leži možgansko deblo. Na zunanji strani bazilarnega dela je grčica (tuberculum pharyngeum), na katero je pritrjeno žrelo. 
Stranski del je parni del, ki od strani obkroža veliko zatilnično odprtino. Na zunanji strani stranskih odrastkov sta parni izboklini (čvrš zatilnice ali condylus occipitalis), na katerih je podolgovata sklepna ploskev, ki se stika s sklepno površino nosača v atlanto-okcipitalnem sklepu.